# Bellator 206
Bellator 206: Mousasi vs. MacDonald è stato un evento di arti marziali miste tenuto dalla Bellator MMA il 29 settembre 2018 al SAP Center di San Jose negli Stati Uniti.

## Risultati
|                                        | Divisione               |                       |           |                  | Metodo                                      | Round     | Tempo     | Premio    |
| Main Card                              | Main Card               | Main Card             | Main Card | Main Card        | Main Card                                   | Main Card | Main Card | Main Card |
| -------------------------------------- | ----------------------- | --------------------- | --------- | ---------------- | ------------------------------------------- | --------- | --------- | --------- |
| Sfida valida per il titolo di campione | Pesi medi               | Gegard Mousasi (c)    | batte     | Rory MacDonald   | KO tecnico (pugni e gomitate)               | 2         | 3:23      |           |
|                                        | Pesi massimi            | Quinton Jackson       | batte     | Wanderlei Silva  | KO tecnico (pugni)                          | 2         | 4:32      |           |
|                                        | Pesi welter             | Douglas Lima          | batte     | Andrey Koreshkov | Sottomissione tecnica (rear-naked choke)    | 5         | 3:04      | [ 1 ]     |
|                                        | Pesi piuma              | Aaron Pico            | batte     | Leandro Higo     | KO tecnico (gomitata e pugni)               | 1         | 3:19      |           |
|                                        | Pesi paglia femminili   | Keri Melendez         | batte     | Dakota Zimmerman | Decisione non unanime (29–28, 28–29, 29–28) | 3         | 5:00      |           |
|                                        | Pesi piuma              | Gaston Bolanos        | batte     | Ysidro Gutierrez | KO tecnico (pugni)                          | 2         | 1:37      |           |
| Card Preliminare                       |                         |                       |           |                  |                                             |           |           |           |
|                                        | Catchweight (160 lbs)   | Adam Piccolotti       | batte     | James Terry      | Decisione unanime (29–28, 30–27, 30–27)     | 3         | 5:00      |           |
|                                        | Pesi gallo              | Cass Bell             | batte     | Ty Costa         | Sottomissione (armbar)                      | 2         | 3:00      |           |
|                                        | Pesi piuma femminili    | Arlene Blencowe       | batte     | Amber Leibrock   | KO tecnico (slam e pugni)                   | 3         | 1:23      |           |
|                                        | Pesi piuma              | Jeremiah Labiano      | batte     | Justin Smitley   | KO tecnico (pugni)                          | 1         | 3:41      |           |
|                                        | Pesi gallo              | Josh San Diego        | batte     | Joe Neal         | Decisione non unanime (28–29, 30–27, 29–28) | 3         | 5:00      |           |
|                                        | Pesi mediomassimi       | Chuck Campbell        | batte     | Joseph Ramirez   | Decisione unanime (30–27, 30–27, 30–27)     | 3         | 5:00      |           |
|                                        | Pesi leggeri            | Anthony Figueroa      | batte     | Samuel Romero    | Decisione unanime (29–27, 28–26, 29–28)     | 3         | 5:00      |           |
| Card Postliminare                      |                         |                       |           |                  |                                             |           |           |           |
|                                        | Catchweight (147.3 lbs) | Laird Anderson        | batte     | Ricky Abdelaziz  | Decisione non unanime (29–28, 28–29, 29–28) | 3         | 5:00      |           |
|                                        | Pesi piuma              | Ignacio Ortiz         | batte     | Jacob Ycaro      | Decisione unanime (29–28, 30–27, 29–28)     | 3         | 5:00      |           |
|                                        | Pesi gallo              | Isaiah Batin-Gonzalez | batte     | Khai Wu          | Decisione non unanime (29–27, 28–29, 29–28) | 3         | 5:00      |           |